# Anemonia sulcata
Anemonia sulcata (Pennant, 1777), volgarmente nota come capelli di Venere, è un celenterato antozoo della famiglia Actiniidae. Originariamente era chiamata Actinia sulcata Pennant, 1777.

## Descrizione

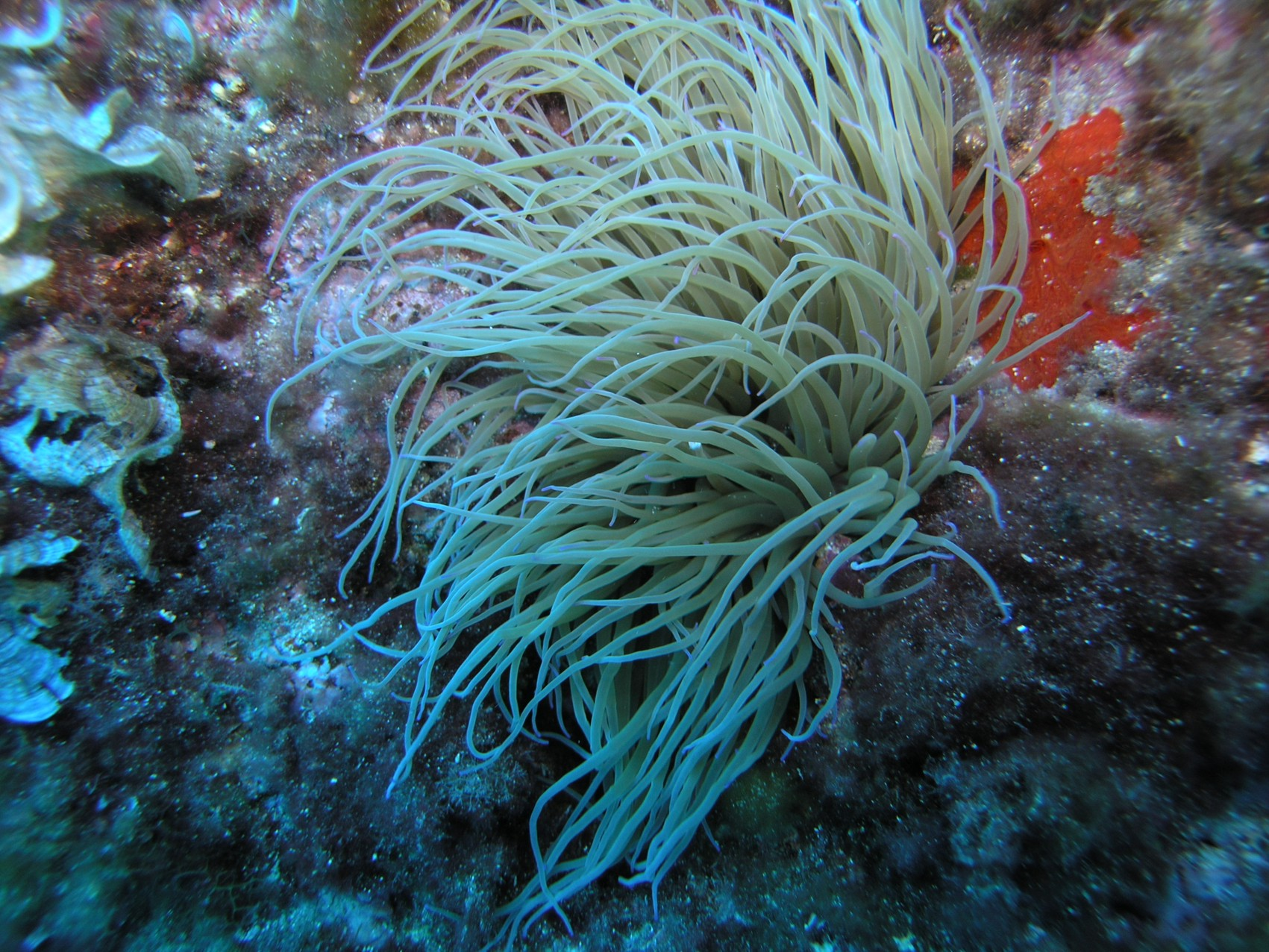
Un esemplare fotografato nelle acque di Capo Caccia.

Questo anemone di mare ha un corpo cilindrico, di colore variabile dal giallo-bruno al verde, da cui si diparte una corona di tentacoli lunghi, poco retrattili, con estremità di colore violetto. Raggiunge grandezze fino a circa 20 cm di diametro.

## Biologia
Questa specie esprime una proteina fluorescente, denominata Kindling Fluorescent Protein (KFP), utilizzata come marker nel campo della biologia molecolare.

## Distribuzione e habitat
Diffusa nel Mar Mediterraneo e lungo le coste orientali dell'oceano Atlantico.

## Commestibilità
Le attinie di questa specie sono molto ricercate in Sardegna ove vengono preparate impanate e fritte col nome di orziadas. È considerato un piatto prelibato e sono quindi molto ricercate, raggiungendo quotazioni mediamente elevate, anche per il costante depauperamento della specie a causa di un prelievo sconsiderato.
Anche in Sicilia, dove sono noti come ogghiu a mari, vengono fritte in pastella e sono una specialità del catanese, nonché dell'isola di Ustica e delle isole Egadi.
Il suo utilizzo gastronomico è noto anche all'isola d'Elba (dove è chiamata ògliera) e in Corsica (ògliula).
In Spagna, nella regione di Cadice, in Andalusia sono molto apprezzate e vengono preparate fritte sotto il nome di ortiguillas.